# Dom gry
Dom gier – amerykański film kryminalny z 1987 roku. Debiut reżyserski Davida Mameta.

## Obsada
- Lindsay Crouse – Margaret Ford
- Joe Mantegna – Mike
- Mike Nussbaum – Joey
- Lilia Skala – Dr Littauer
- Steven Goldstein – Billy Hahn
- Jack Wallace – Bartender
- Ricky Jay – George/Człowiek z Vegas

i inni

## Fabuła
Margaret Ford jest lekarzem psychiatrii po trzydziestce. Zajmuje się bardzo ciężkimi przypadkami – nałogowcami i zabójcami. Jej książka stała się bestsellerem, dzięki temu Margaret jest niezależna finansowo. Pewnego dnia podczas sesji terapeutycznej zjawia się u niej Joey – nałogowy hazardzista. Dochodzi do spięcia, podczas którego Joey sięga po broń, ale Margaret łagodzi sytuację. Dowiaduje się, że Joey jest winien 25 tys. dolarów gangsterowi, który grozi mu śmiercią. Kobieta, nie bez oporów, zgadza się mu pomóc – w Domu Gry, spelunie w niebezpiecznej dzielnicy, wykłada własne pieniądze, które mają uratować Joeya. Cała sytuacja przez przypadek okazuje się jednak blefem. Margaret poznaje tu Mike'a – gangstera, który wprowadza ją w świat drobnych oszustów, którzy zdobywają pieniądze, żerując na ludzkiej naiwności.

## Nagrody i nominacje
- Złote Globy 1987
  - Najlepszy scenariusz – David Mamet (nominacja)
- MFF w Wenecji 1987
  - Złota Osellla za najlepszy scenariusz – David Mamet
  - Nagroda im. Panisettiego – David Mamet